# Франко, Антонио
Антонио Франко (итал. Antonio Franco; род. 24 марта 1937 года, Пульянелло, королевство Италия) — итальянский прелат и ватиканский дипломат.

## Биография
Священник с 10 июля 1960 года.
С 1972 был сотрудником Апостольских представительств в Боливии, Иране и Франции. С 1982 по 1988 работал в Постоянном представительстве Ватикана при Организации Объединённых Наций в Нью-Йорке. С 1988 по 1992 - сотрудник Отдела отношений с государствами Государственного секретариата Ватикана.
С 28 марта 1992 года — титулярный архиепископ Галлесеум. С 28 марта 1992 года по 6 апреля 1999 года — апостольский нунций на Украине. 26 апреля 1992 года рукоположен в епископский сан папой римским Иоанном Павлом II.
С 6 апреля 1999 года по 21 января 2006 года — апостольский нунций на Филиппинах.

### Нунций в Израиле
С 21 января 2006 года по 18 августа 2012 года — апостольский нунций в Израиле и на Кипре, а также апостольский делегат в Иерусалиме и Палестине.
В этот период в прессе была широко освещена ситуация с отказом Франко посетить ежегодную церемонию дня памяти жертв Холокоста в мемориальном комплексе Яд ва-Шем в Иерусалиме. Ватиканом было высказано мнение, что экспозиция направлена против католиков и папы римского Пия XII, в 1939-1958 годах занимавшего Святой престол. В музее была выставлена фотография с подписью об отказе Пия XII подписать документ 1942 года об осуждении союзниками убийства евреев. После слов Франко о доказательствах того, что папа римский приложил немало усилий для спасения евреев в период Холокоста и дополнительных двусторонних переговоров, надпись была изменена и он присоединился к дипломатическим представителям других стран в церемонии поминовения.
По достижении возрастного лимита, Франко ушел в отставку со всех дипломатических постов, но сохранил свое участие работе различных комиссий по землям и налогам Католической Церкви в Израиле.

### Асессор Ордена Святого Гроба Господнего
В феврале 2013 года он был назначен Асессором Ордена Святого Гроба Господнего, сменив на этом посту архиепископа Джузеппе де Андреа. Заняв вторую по значимости должность в Ордене, он сохранил тесную связь с Израилем и Святой Землей.
Франко является членом Постоянной Двусторонней рабочей комиссии Святого Престола и Израиля, касающейся фискальных вопросов и юридического статуса католической церкви.